# Jan Wehrheim
Jan Wehrheim (* 1967) ist ein deutscher Soziologe und Professor an der Universität Duisburg-Essen.

## Werdegang
Nach einem Studium der Sozialwissenschaften an der Georg-August-Universität Göttingen und der Entwicklungspolitik an der Universität Bremen wechselte er zur Carl von Ossietzky Universität Oldenburg, wo er 2002 promovierte und sich 2008 habilitierte. Anschließend war er als wissenschaftlicher Mitarbeiter am Institut für Kriminologische Sozialforschung der Universität Hamburg tätig. Ab 2012 übernahm er – zunächst in Vertretung, ab 2013 als Professor – die Professur für Soziologie am Institut für Soziale Arbeit und Sozialpolitik der Universität Duisburg-Essen.
Zu seinen Arbeitsschwerpunkten gehören die kritische Stadtforschung und die Devianzsoziologie. Unter anderem untersucht er Prozesse der Integration und der Ausgrenzung.

## Bücher
als Autor
- Die überwachte Stadt – Sicherheit, Segregation und Ausgrenzung. Budrich, 2005. (3. Auflage Budrich, 2012, ISBN 978-3-86649-495-4)
- Der Fremde und die Ordnung der Räume. Budrich, 2009, ISBN 978-3-86649-234-9.

als Herausgeber
- Shopping Malls: Interdisziplinäre Betrachtungen Eines Neuen Raumtyps. VS Verlag für Sozialwissenschaften, 2007, ISBN 978-3-531-15256-1.
- mit Norbert Gestring und Renate Ruhne: Stadt und soziale Bewegungen. Springer VS, 2014, ISBN 978-3-658-01397-4.
- mit Christina Schlepper: Schlüsselwerke der Kritischen Kriminologie. Beltz Juventa, 2017, ISBN 978-3-7799-3484-4.
- Sanfte Kontrolle? Devianz, Etikettierung und Soziale Arbeit: 1975 und 2020. Beltz Juventa, 2021, ISBN 978-3-7799-6170-3.